# Rusa unicolor unicolor
El Rusa unicolor unicolor o ciervo Sambar de Sri Lanka es una subespecie del ciervo Sambar que habita en Sri Lanka. Esta subespecie es una de las especies de ciervo Sambar de mayor porte, con cornamentas más prominentes y cuerpo de mayores dimensiones. Los machos adultos pueden llegar a pesar 270-280 kg. El Sambar de Sri Lanka habita en bosques secos bajos. Grandes manadas de ciervos Sambar habitan el parque nacional Horton Plains, donde es el mamífero grande más abundante.